# Yassine El Kordy
Yassine El Kordy (arab. ياسين الكوردي,  ur. 24 lipca 1985) – marokański piłkarz, grający jako lewy obrońca.

## Klub

### Początki
Jako junior występował w Raja Casablanca.
Zaczynał karierę w US Témara, gdzie grał do 2008 roku.
1 lipca 2008 roku przeszedł do KAC Kénitra.

### FAR Rabat
1 lipca 2011 roku trafił do FAR Rabat. W tym zespole zadebiutował 25 sierpnia 2011 roku w meczu przeciwko Chabab Rif Al Hoceima (0:0). Zagrał cały mecz. Pierwszą asystę zaliczył 11 grudnia 2011 roku w meczu przeciwko Wydad Casablanca (2:2). Asystował przy bramce Mourada Fellaha w 20. minucie. Łącznie zagrał 69 meczów i zaliczył 4 asysty. 

### Wydad Casablanca
4 lipca 2014 roku przeniósł się do Wydadu Casablanca. W tym zespole zadebiutował 22 sierpnia 2014 roku w meczu przeciwko KAC Kénitra (wygrana 3:1). Zagrał całe spotkanie. Pierwszą asystę zaliczył 7 listopada 2014 roku w meczu przeciwko Chabab Atlas Khénifra (2:0). Asystował przy bramce Bakary Konego w 20. minucie. Łącznie wystąpił w 47 spotkaniach i asystował czterokrotnie. Dwukrotnie cieszył się z mistrzostwa Maroka.

### Olympique Khouribga
10 stycznia 2017 roku został zawodnikiem Olympique Khouribga. W tym klubie debiut zaliczył 5 lutego 2017 roku w meczu przeciwko Wydad Casablanca (porażka 4:1). Zagrał cały mecz. Pierwszą asystę zaliczył 17 maja 2017 roku w meczu przeciwko FUS Rabat (wygrana 1:3). Asystował przy golu Rudolpha Ngombégo w 69. minucie. Łącznie zagrał 26 meczów i asystował dwa razy.

### Dalsza kariera
5 września 2019 roku wrócił do KAC Kénitra, a potem zakończył karierę.